# الرسالة الأخيرة من حبيبك (فلم 2021)
الرسالة الأخيرة من حبيبك (بالإنجليزية: The Last Letter from Your Lover) فيلم درامي رومانسي من إخراج أوغسطين فريزل. الفيلم عبارة عن قصة حب ثنائية السرد تدور أحداثها بين لندن والريفيرا في عام 2003 وستينيات القرن الماضي، استنادًا إلى الرواية الأكثر مبيعًا التي تحمل الاسم نفسه لجوجو مويس.
تقرر إصدار الفيلم في المملكة المتحدة في 12 مارس 2021، على ستوديو كنال StudioCanal ونتفليكس.

## طاقم التمثيل
- فيليسيتي جونز: في دور إيلي هاورث (صحفية شابة تكشف عن سلسلة من رسائل الحب من أرشيف عام 2003)

- شايلني ودلي: في دور جينيفر ستيرلنغ (فقدت ذاكرتها بعد حادث سيارة في الستينيات)

ديانا كينت: في دور جينيفر ستيرلينغ الأكبر سنًا
كالوم تيرنر: في دور أنتوني أوهير (الشخصية الثالثة في العلاقة بين ستيرلنغ ولورنس في الستينيات)
- بن كروس: في دور أنتوني أوهير الأكبر سنًا

- جو الوين: في دور لورنس ستيرلنج زوج جنيفر ستيرلنغ في الستينيات

بالاشتراك مع:
- كوتي جاتوا ونبهان رضوان[4]

## ملخص أحداث الفيلم
الفيلم يروي قصة إيلي (فيليسيتي جونز)، وهي صحفية شابة في لندن المعاصرة تكشف عن سلسلة من رسائل الحب في الأرشيفات التي تروي قصة علاقة غرامية مكثفة في الستينيات بين جينيفر ستيرلنغ (شايلين وودلي) وأنتوني أوهير (كالوم تيرنر). عندما انجذبت إيلي إلى القصة، أصبحت مهووسة باكتشاف هويات العشاق واكتشاف كيف تنتهي قصة حبهما.

## الإنتاج والإصدار
أُعلن في أغسطس 2019، أن أوغسطين فريزل سيخرج الفيلم، وأُعلن أن التصوير كان من المقرر أن يبدأ في 14 أكتوبر 2019 في مايوركا، وتم الإعلان عن فيليسيتي جونز وشايلين وودلي، بالإضافة إلى العمل كمنتجين تنفيذيين. انتقل الإنتاج إلى المملكة المتحدة وانتهى بعد 45 يومًا في 15 ديسمبر 2019.
تقرر عرض الفيلم في المملكة المتحدة في 12 مارس 2021 على قنوات ستوديو كنال، وعلى نتفليكس في مارس 2021، في جميع المناطق الأخرى باستثناء فرنسا وألمانيا وأستراليا ونيوزيلندا والدول الاسكندنافية، حيث تقوم ستوديو كنال وسفينسك بالتوزيع فيها.  

## وصلات خارجية
- الرسالة الأخيرة من حبيبك  في قاعدة بيانات الأفلام على الإنترنت (بالإنجليزية)